# Abd al-Rahman I

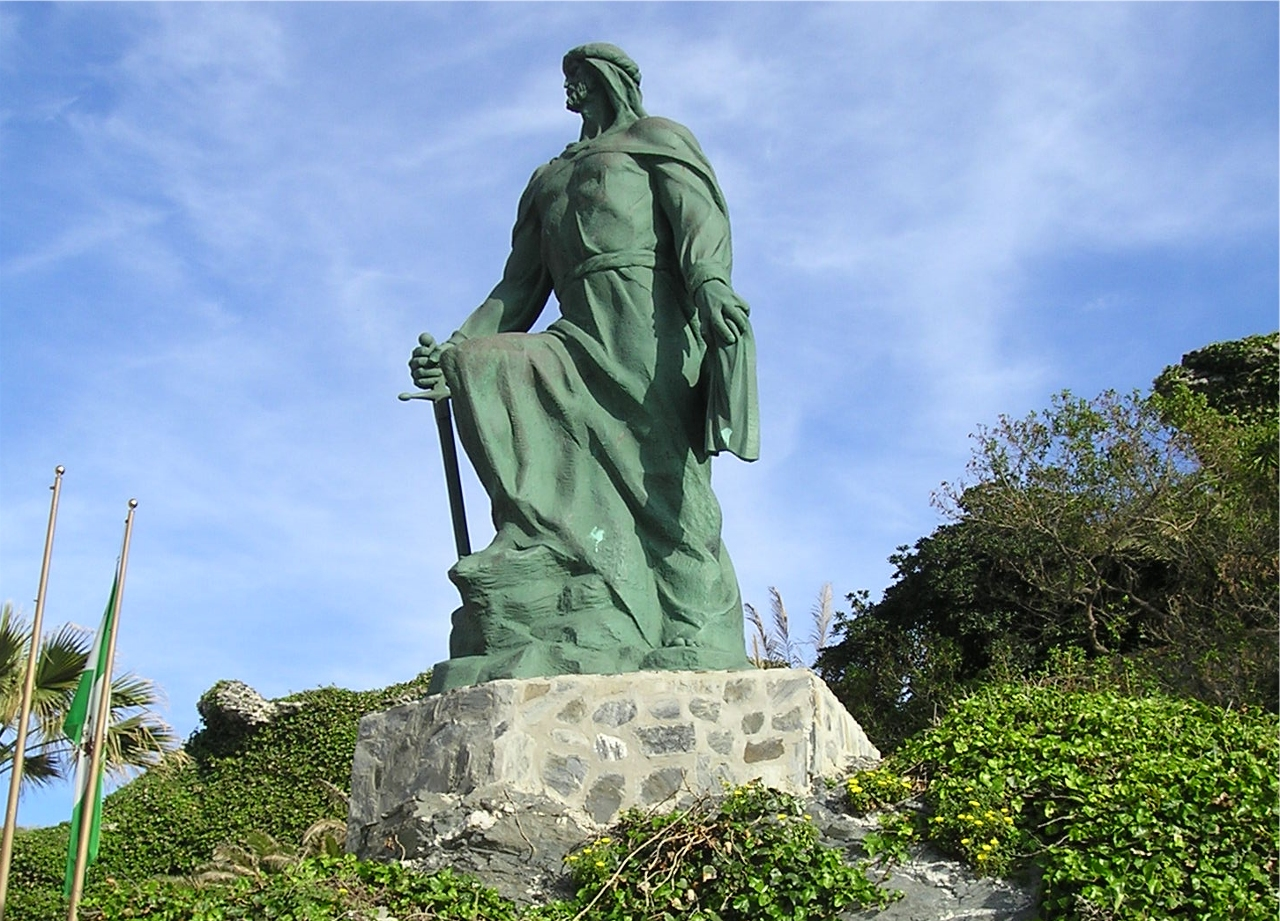
Beeld van Abd al-Rahman I in Almuñécar, Spanje

Abd ar-Rahman I (731-788) of Abd al-Rahman was de stichter van de Omajjaden van Andalusië en het emiraat Córdoba. Hij werd geboren in de buurt van Damascus en was de zoon van Moe’awiyah ibn Hisham. Hij was een kleinzoon van de Omajjadenkalief Hisham ibn Abd al-Malik.

## Vlucht
Toen de heersende Omajjadendynastie die regeerde over het Arabische rijk in 750 werd omvergeworpen door een volksopstand, de Abbasidische Revolutie, en het kalifaat van de Abbasiden werd gesticht, was Abd ar-Rahman ongeveer twintig. Met een aantal familieleden ontvluchtte hij Damascus, het centrum van de Omajjadische macht. Ze vluchtten in de richting van de Eufraat. De Abbasiden hadden echter ruiters uitgestuurd om hen te doden waardoor hun tocht gevaarlijk was. Op een gegeven moment was het gezelschap ondergedoken in een klein dorp en werd het bedreigd door Abbasidische agenten. Abd ar-Rahman moest zijn jonge zoon en zijn zusters achterlaten en kon samen met zijn broer Yahiya en een vrijgelaten Griekse slaaf op het nippertje ontsnappen. Na een tijd werden ze opnieuw door Abbasidische ruiters ingehaald. Het trio sprong in de Eufraat en ze probeerden de overkant te bereiken. Abd ar-Rahman werd gescheiden van zijn broer, die terugzwom in de richting van de ruiters, waarschijnlijk uit angst om te verdrinken. Abd ar-Rahman smeekte hem mee te zwemmen, maar het was vergeefs. Aan de oever werd zijn broer vermoord en onthoofd.
Via Palestina en Sinaï bereikten Abd ar-Rahman en de vrijgelatene Egypte. Ook hier was de situatie levensgevaarlijk. Ze leefden hier ondergedoken bij een Berberstam. In 755 bereikten ze het huidige Marokko. De volgende stap was de overtocht naar het Iberisch Schiereiland. Abd ar-Rahman kon niet inschatten hoe de bevolking hem daar zou ontvangen. Daarom ging de vrijgelatene hem voor met de bekendmaking dat Abd ar-Rahman zichzelf als rechtmatige erfgenaam van het Omajjadenland naar voren schoof. Al-Andalus was veroverd tijdens het bewind van zijn grootvader en Abd ar-Rahman hoopte beroep te kunnen doen op de loyaliteit van de bevolking tegenover de Omajjaden.

## Al-Andalus, een verscheurde provincie
Op het moment dat Abd ar-Rahman zijn oversteek wilde maken, had de wali van al-Andalus Yusuf al-Fihri de chaos op het Iberisch Schiereiland gestabiliseerd. De spanningen tussen Berbers en Arabieren vonden hun oorsprong reeds in de eerste jaren van de islamitische verovering van het Iberisch Schiereiland. Toen werden tijdens meerdere kolonisatieacties burgers en militaire troepen uit de islamitische landen naar Spanje gehaald, waar ze, meestal in stamverband gegroepeerd, de landerijen van de naar het noorden gevluchte christenen kregen toegewezen. Maar al bij de verdeling van het land kwam het tot spanningen, omdat de Arabieren (overwegend Jemenieten) in het vruchtbare en veilige zuiden werden ondergebracht en de armere Berbers daarentegen in Midden-Spanje en langs de grens met het noorden. Ook op het overige politieke vlak was de situatie aanvankelijk zeer instabiel: in de 30 jaar tussen 716 en 747 regeerden in totaal 19 stadhouders in Córdoba.
Tijdens het bestuur van stadhouder Yusuf al-Fihri (747-756), die in de belangrijkste steden van het land leden van zijn familie als machthebber wist te installeren, stabiliseerden de verhoudingen zich in al-Andalus. Yusuf breidde de steden uit, vergrootte het wegennet, bezocht de provincies van het land en hield stand in de grensoorlog met het christelijke noorden. Hij had van het begin af aan naar zelfstandigheid gestreefd en maakte handig gebruik van het machtsvacuüm dat door de uitroeiing van de Omajjadendynastie in 750 was ontstaan, om feitelijk onafhankelijk te worden. De strijd om het kalifaat in het oosten van het islamitische rijk bereikte echter ook Spanje. De ontevreden Zuid-Arabieren, tegenstanders van Yusufs regering, riepen de Omajjadische prins Abd ar-Rahman I ibn Muawiya op om de macht in Spanje over te nemen.
Abd ar-Rahman werd begroet door de plaatselijke stamhoofden bij de landing in al-Andalus in september 755. Tijdens zijn korte verblijf in Málaga was hij in staat om snel steun te vergaren. Massa's mensen kwamen naar Málaga om respect te betuigen aan de prins die ze dood gewaand hadden.

## Emiraat van Córdoba
In mei 756 versloeg Abd ar-Rahman Yusuf voor de muren van Córdoba en nam vervolgens de hoofdstad in, die hij zo voor plunderingen behoedde. Dit optreden was voor andere steden reden om zich aan zijn gezag te onderwerpen, waarna Abd ar-Rahman zich uitriep tot emir van Al-Andalus - emir, geen kalief, omdat dat te veel onrust zou veroorzaken. Zijn nageslacht daarentegen zou wel de titel van kalief opeisen.
De Arabieren en de Berbers bevochten elkaar om verschillende machtskwesties; sommige leden van de familie van Abd ar-Rahman I probeerden hem de macht te ontnemen. De emir was hen telkens één stap voor en wist steeds de opstanden te onderdrukken. Zijn binnenlandse politiek werd gekenmerkt door een streven naar overleg en samenwerking met zijn tegenstanders, zodat hij als de grote architect van het islamitische Spanje kan worden beschouwd. Ook als veldheer was hij succesvol, hij zette een staand leger van 40.000 man op, dat grotendeels uit buitenlandse huurlingen bestond, en begon met de opbouw van een oorlogsvloot. Hij legde rond veel steden versterkingswerken aan en controleerde het land door het te verdelen in militaire provincies.

### Economie
Abd ar-Rahman I onderhield nauwe banden, zowel economisch als cultureel, met zijn land van herkomst en stelde op het gebied van handel en cultuur de nauwe contacten met zijn oude vaderland veilig. Ook bevorderde hij de ontwikkeling van de landbouw met behulp van extra landmetingen en efficiënte irrigatiewerken. De hoge technische standaard en zin voor innovatie zorgde voor een stijgende welvaart onder de boeren. Vanuit de Oriënt werden rietsuiker, katoen, rijst en verschillende soorten fruit, groente en specerijen geïntroduceerd, en overal in het land bouwde men graanpakhuizen voor tijden van nood. De voornaamste industrietakken in al-Andalus waren textielnijverheid in de taifa Murcia, ververijen en leerlooierijen in de taifa Córdoba, wapensmeedkunst in de taifa Toledo, en de taifa Almería werd een centrum voor aardewerkproductie.
De oriëntaalse invloed drong meer en meer door in dagelijkse leven van de mensen. Het leven in de stad organiseerde zich rond de moskee, die in het centrum stond, met in de buurt daarvan een markt of bazaar. De huizen in de woonwijken werden volgens oosters principe gebouwd: de voorzijde had geen ramen en de kamers lagen rond een patio of binnenplaats met fontein.
Er ontstond een nieuwe dreiging voor Abd ar-Rahman I toen de stadhouder van de taifa Zaragoza Karel de Grote aanzette tot een aanval. In 778 veroverde de Frankische koning Pamplona en Zaragoza. De emir kon de meeste Frankische veroveringen terugwinnen tot de Franken in 786 Spanje opnieuw binnenvielen en het graafschap Barcelona als Spaanse mark van het Frankische Rijk stichtten.

### Architectuur
Toen Abd ar-Rahman I zich in 756 tot emir uitriep, maakte hij Córdoba tot hoofdstad van zijn rijk. Córdoba werd onderworpen aan allerlei stedenbouwkundige vernieuwingen die de status van de stad moesten onderstrepen. Romeinse gebouwen werden verbouwd en kregen een oriëntaals karakter. Abd ar-Rahman gaf echter vooral ook opdracht tot de bouw van een nieuwe hoofdmoskee. Daarvoor werd de christelijke San Vicente-kerk onteigend, waarvan de fundamenten bij opgravingen binnen in de moskee in de jaren dertig van de 20e eeuw konden worden blootgelegd. De ligging van de moskee werd bepaald door de al bestaande verkeersverbindingen - de Guadalquivir en de Romeinse brug - en in de directe buurt stond een Westgotisch paleis dat Abd ar-Rahman I als persoonlijke residentie in gebruik nam.
De bouw van het oorspronkelijke gedeelte van de Mezquita nam slechts één jaar in beslag, 785-786. Niet alleen zette de emir spoed achter de bouw, ook werden veel materialen gerecupereerd uit Romeinse en Westgotische gebouwen. De zuilen en kapitelen van het oudste gedeelte zijn van marmer en zijn nagenoeg allemaal verschillend. Ook hadden de zuilen een verschillende lengte waardoor sommige dieper in de grond geplaatst moesten worden. Toch vormt de Mezquita een samenhangend geheel met een uitgepuurde stijl.